# Lasermannen: en berättelse om Sverige
Lasermannen: en berättelse om Sverige är en facklitterär bok skriven av Gellert Tamas och utgiven 2002. Det är en av de mest säljande fackböckerna i Sverige någonsin med mer än 200 000 sålda exemplar och har översatts till ett dussintal språk. Boken handlar om John Ausonius, den svenske mördare och bankrånare som fick namnet Lasermannen när han i början av 1990-talet sköt elva personer, varav en avled. Alla som blev skjutna var invandrare och sköts av just den anledningen. Boken är skriven utifrån intervjuer med personer inblandade i händelserna, och utifrån intervjuer med John Ausonius själv. Den är dock inte skriven som en biografi, utan berättar istället olika historier om alla inblandade personer. Boken filmatiserades som TV-serie 2005 och har även spelats på teater.
Boken bygger på intervjuer med John Ausonius samt med poliser, politiker, journalister och samhällsdebattörer och "Lasermannens" offer.